# ال‌رویال
ال‌رویال (به انگلیسی: El Royale) یک ساختمان مسکونی تاریخی در ایالات متحده آمریکا است که در کالیفرنیا واقع شده‌است.